# Manettia angamarcensis
Manettia angamarcensis é uma espécie de dicotiledónea pertencente à família Rubiaceae, descrita em 1936.